# Profesional de la salud
Un profesional de la salud es una persona capacitada para atender problemas de las diferentes áreas de las ciencias de la salud. Se involucran en la atención primaria y la atención con especialistas. También, es una persona que ha completado estudios profesionales en un campo de la salud (véase la lista, líneas abajo). La persona suele estar autorizada por una agencia gubernamental o certificada por una organización profesional, universidad o registro sanitario.

## Denominaciones
En la mayor parte de los países, las denominaciones comunes de los profesionales sanitarios que cuentan con reconocimiento legal son, en orden alfabético, las siguientes:
- bacteriólogos
- biólogos
- biofísicos
- bioingenieros
- bioquímicos
- ingenieros biomédicos
- enfermeros
- farmacéuticos, químicos farmacéuticos
- físicos médicos
- fisioterapeutas
- fonoaudiólogos
- matronas
- médicos
- nutricionistas
- odontólogos
- ópticos y optometristas
- paramédicos
- podólogos
- psicólogos
- veterinarios

## Ámbito de acción
La principal característica  de  los profesionales de la salud es la intervención en algún ámbito de la salud y administración de la atención, por lo tanto el concepto es global y holístico.